# Purple Rain (canción)
«Purple Rain» (en español: «Lluvia púrpura») es una canción catalogada dentro del género power ballad, que conjuga los estilos rock, pop y góspel. Fue compuesta por el músico estadounidense Prince y su banda The Revolution, perteneciente al álbum homónimo, que fue producido como banda sonora de la película del mismo nombre también, en el año 1984. Alcanzó la segunda ubicación del Billboard Hot 100 solo por detrás de «Wake Me Up Before You Go-Go» de Wham! por lo que fue certificado con el disco de oro en los Estados Unidos por la venta de un millón de copias.

## Antecedentes
Fue grabada en directo en Minneapolis, en el club First Avenue, grabación en la que debutó Wendy Melvoin, a pesar de que posteriormente sería retocada en las incorporaciones de siguientes álbumes. La canción es uno de los iconos de Prince, quien la ha cantado en casi todos sus conciertos desde que la compusiera en 1984. A Prince le preocupaba que su canción sonara muy similar a «Faithfully» de Journey por lo cual pidió su visto bueno al compositor de la canción, Jonathan Cain quien por supuesto se lo dio.
En el año 2008 Purple Rain volvía a entrar en las listas de éxitos del Reino Unido e Irlanda, esta vez interpretada por Ruth Lorenzo en una de sus actuaciones de The X Factor. Tras un fenómeno viral en el que los vídeos de la interpretación de Ruth Lorenzo llegaron a recibir varios millones de visitas diarias, Prince denunció al programa The X Factor de ITV y los vídeos fueron retirados. Purple Rain ocupa el puesto centésimo cuadragésimo tercero de la lista de las 500 mejores canciones de todos los tiempos, según la revista Rolling Stone.

## Lista de canciones
Sencillo en 7"
- A. "Purple Rain" (edit) – 4:02
- B. "God" – 3:59

Sencillo en 12"
- A. "Purple Rain" (versión larga) – 7:05
- B1. "God" (Love Theme from Purple Rain) (instrumental) – 7:54
- B2. "God" (vocal) – 3:59

## Posicionamiento en listas
| Lista (1984-2016)                       | Máxima posición |
| --------------------------------------- | --------------- |
| Alemania (Offizielle Deutsche Charts)   | 5               |
| Australia (Kent Music Report)           | 41              |
| Austria (Ö3 Austria Top 40)             | 4               |
| Bélgica (Flandes) (Ultratop 50)         | 1               |
| Canadá (RPM Top Singles)                | 3               |
| Dinamarca (Denmark Singles Chart)       | 5               |
| Estados Unidos (Billboard Hot 100)      | 2               |
| Estados Unidos (Hot R&B Singles)        | 4               |
| Estados Unidos (Mainstream Rock Tracks) | 18              |
| Francia (SNEP)                          | 12              |
| Irlanda (Irish Singles Chart)           | 8               |
| Noruega (VG-lista)                      | 5               |
| Nueva Zelanda (Recorded Music NZ)       | 16              |
| Países Bajos (Dutch Top 40)             | 1               |
| Reino Unido (UK Singles Chart)          | 2               |
| Suecia (Sverigetopplistan)              | 5               |
| Suiza (Schweizer Hitparade)             | 5               |

## Listas
| Publicación     | Premio                               | Año  | Puesto |
| --------------- | ------------------------------------ | ---- | ------ |
| The Boombox     | Los 250 mejores canciones de los 80s | 2006 | 3      |
| Pitchfork       | Las 200 mejores canciones de los 80s | 2015 | 1      |
| Acclaimed Music | Las 100 mejores canciones de los 80s | 2011 | 4      |

## Otras versiones
Este gran éxito ha sido versionado por artistas como Tori Amos, Ani DiFranco, Stacy Francis, LeAnn Rimes, The Waterboys, The Hollies, Etta James, The Flying Pickets, (cantante) Charly García, David Gilmour, Tom Jones, John Petrucci, entre otros.